# 麥斌圖
卡洛斯·阿尔贝托·达莫塔·平托（葡萄牙語：Carlos Alberto da Mota Pinto，澳葡官定譯名為麥斌圖；1936年7月25日—1985年5月7日），葡萄牙教授和政治家，曾任葡萄牙總理。
他毕业于孔布拉大学法學院，有法律副博士和司法科学博士学位。他也在葡萄牙天主教大学和几个外国大学任教授。时至今日，他的学说在葡萄牙法律社会非常有影响力，主要涉及到民法。
1974年4月25日康乃馨革命之后，参与组建人民民主党（今为社会民主党），并当选制宪会议和共和国议会（议会的名称起源于麥斌圖的提议）副主席。后退党，1983年回到党内任副总裁，1984年和1985年任总裁。
他也是第一届宪法政府（1976 - 1977）的商业和旅游部长，在1978年至1979年被总统埃亚内斯任命为第四届立宪政府总理，1983年到1985年担任第九届立宪政府副总理和国防部长。
1985年，麥斌圖在孔布拉去世。